# 1855년 만국 박람회
1855년 만국 박람회(Exposition universelle de 1855)는 1855년 5월 15일부터 11월 15일까지 프랑스 파리에서 열린 세계 박람회다. 정식 명칭은 '1855년 파리 농산품 공업 미술 세계 박람회'(프랑스어: Exposition Universelle des produits de l'Agriculture, de l'Industrie et des Beaux-Arts de Paris 1855)다.
만국 박람회의 초창기 시대에 해당되는 1855년~1937년 10차례에 걸쳐 치러진 박람회 중 하나였다. 박람회 개최 장소로 쓰인 건물들은 오늘날 대부분이 철거되었으며, 건축가 가브리엘 다비우가 설계한 샹젤리제 거리의 롱푸앵 극장이 유일하게 남아 있다.

## 역사
개최 당시 프랑스는 나폴레옹 3세 황제 시대를 맞이하였으며 이를 기념하기 위한 대대적인 행사로 준비되었다. 1851년 영국 런던에서 치러진 초대 만국 박람회의 다음 행사로 치러졌기 때문에 이전 박람회장인 수정궁을 능가하기 위한 박람회장으로서 산업궁전의 건설이 계획되었다.
샹젤리제 공원의 산업궁전에서는 산업박람회가 개최되었으며 몽테뉴 대로에는 예술박람회 전시관이 세워졌다. 예술박람회에서는 프랑스 작가 프랑수아 뤼드, 앵그르, 들라크루아, 앙리 레만, 영국 작가 윌리엄 홀먼 헌트, 존 에버렛 밀레이를 비롯한 29개국 출신 예술가의 작품이 전시되었다. 귀스타브 쿠르베는 작품 전시를 거부당해 공식행사가 열리는 회장 인근의 가설 전시관인 '사실주의관' (Pavillon du Réalisme)에서 전시하였다.
공식 보고서에 따르면 총 34개국이 박람회에 참여하였다. 만국박람회를 찾은 방문객은 총 5,162,330명으로 집계되었으며 그 가운데 420만여 명이 산업박람회를, 900,000명이 예술박람회를 방문한 것으로 조사되었다. 박람회 개최 예산은 당시 500만 달러였으며 전시 수익은 10% 남짓에 그쳤다.
만국 박람회 개최에 앞서 나폴레옹 3세 황제는 프랑스 보르도 와인에 대한 등급체계를 만들 것을 지시하고, 박람회 기간 동안 전시장에 최상급 보르도 와인을 시음할 수 있도록 하였다.  박람회를 찾은 와인 업계 브로커들은 샤또의 명성과 거래가에 따라 각 와인의 순위를 매겼는데 당시로서는 곧 품질과 직결되는 요소였기 때문이다. 이러한 노력에 힘입어 1855년 공식 보르도 포도주 분류법이 탄생하게 되었다.